# Gustaf Lindvall
Gustaf Lindvall (* 8. Januar 1991 in Skellefteå) ist ein schwedischer Eishockeytorwart, der seit 2016 beim Skellefteå AIK in der Svenska Hockeyligan (SHL) unter Vertrag steht. In der Saison 2019/20 war er Torhüter des Jahres der SHL.

## Karriere
Gustaf Lindvall begann seine Karriere  als Eishockeyspieler im Nachwuchsbereich des Skellefteå AIK. Mit dem U18-Team des SAIK wurde er 2009 schwedischer Vizemeister. Ein Jahr später wurde er in den Playoffs der J20 SuperElit als wertvollster Spieler ausgezeichnet.
Zwischen 2010 und 2012 stand Lindvall bei IF Sundsvall Hockey unter Vertrag und hatte zudem eine Spielgenehmigung für den Timrå IK aus der SHL. Weitere Stationen in den folgenden Jahren waren der VIK Västerås HK und AIK Solna aus der HockeyAllsvenskan sowie Tingsryds AIF und Wings HC Arlanda aus der Hockeyettan.
Am Ende der Saison 2015/16 gewann Lindvall mit dem AIK Solna die Meisterschaft der zweiten Spielklasse, verpasste jedoch den Aufstieg in die SHL. Anschließend kehrte er zur Saison 2016/17 zum Skellefteå AIK zurück, mit dem er 2018 und 2023 jeweils die schwedische Vizemeisterschaft erreichte. Aufgrund statistisch herausragender Werte wurde er in der Saison 2019/20 als Torhüter des Jahres der SHL ausgezeichnet. Neben Einsätzen in der SHL absolvierte Lindvall seit 2016 auch über 30 Einsätze in der Champions Hockey League.
Während der Euro Hockey Tour 2021/22 debütierte Lindvall in der schwedischen Nationalmannschaft.

## Erfolge und Auszeichnungen
- 2009 Schwedischer U18-Vizemeister mit dem Skellefteå AIK
- 2010 Wertvollster Spieler der J20-SuperElit-Playoffs
- 2016 Höchste Fangquote (92,9 %) der HockeyAllsvenskan
- 2018 Schwedischer Vizemeister mit dem Skellefteå AIK
- 2020 Torhüter des Jahres der Svenska Hockeyligan
- 2020 Höchste Fangquote (93,5 %) und meiste Shutouts (6) der Svenska Hockeyligan
- 2023 Schwedischer Vizemeister mit dem Skellefteå AIK

## Karrierestatistik
Stand: Ende der Saison 2023/24
(Legende zur Torhüterstatistik: GP oder Sp = Spiele insgesamt; W oder S = Siege; L oder N = Niederlagen; T oder U oder OT = Unentschieden oder Overtime- bzw. Shootout-Niederlage; Min. = Minuten; SOG oder SaT = Schüsse aufs Tor; GA oder GT = Gegentore; SO = Shutouts; GAA oder GTS = Gegentorschnitt; Sv% oder SVS% = Fangquote; EN = Empty Net Goal; 1 Play-downs/Relegation; Kursiv: Statistik nicht vollständig)